# Copa da Escócia de 1884–85
A Copa da Escócia de 1884-85 foi a 12º edição do torneio mais antigo do futebol da Escócia. O campeão foi o Renton F.C., que conquistou seu 1º título na história da competição ao vencer a final contra o Vale of Leven F.C., pelo placar de 3 a 1, após um empate de 0 a 0 no primeiro jogo.

## Premiação
| Copa da Escócia de 1884-85      |
| Escócia                         |
| ------------------------------- |
| Renton F.C. Campeão (1º título) |